# Petrichus zonatus
Petrichus zonatus är en spindelart som beskrevs av Albert Tullgren 1901. Petrichus zonatus ingår i släktet Petrichus och familjen snabblöparspindlar. Inga underarter finns listade i Catalogue of Life.